# Renova (entreprise)

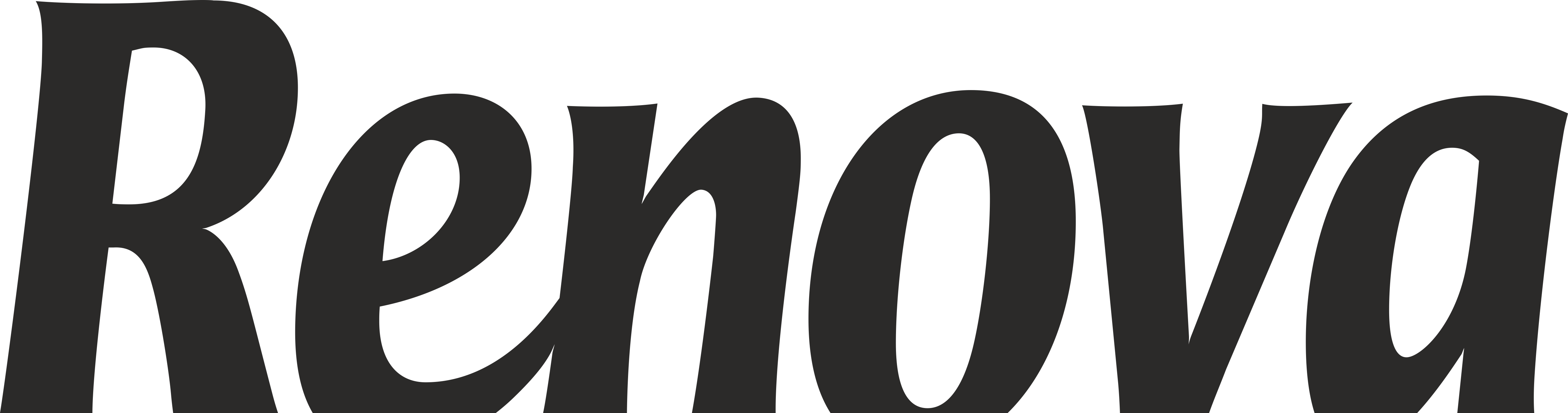
Logo Renova

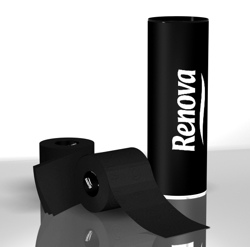
Papier toilette Renova

Renova (nom complet: Renova - Fábrica de Papel do Almonda, SA) est une entreprise portugaise fondée en 1939 et qui fabrique des produits de consommation en papier (tels que des mouchoirs en papier et du papier hygiénique). Elle est basée à Torres Novas, ville du Médio Tejo, une sous-région appartenant à la  région Centro.  C'est l'une des marques de l'industrie portugaise les plus connues à l'intérieur et à l'extérieur du pays. Leurs produits sont vendus et publicisés dans des pays comme le Japon, la France, le Royaume-Uni, les États-Unis, la Belgique et l'Espagne. Dans d'autres pays comme le Mexique, la marque est commercialisée sous le nom novaRe.

## Produits
Les principaux produits de Renova sont les papiers à usage domestique et sanitaire tels que le papier hygiénique, les essuie-tout, les serviettes, les mouchoirs, les soins du visage. Renova est également présent dans les produits d'hygiène féminine, les lingettes humides et le papier d'impression et d'écriture. Un des principaux succès de l'entreprise ces dernières années est le papier hygiénique Renova noir.

## Marque
La marque est devenue connue d'un plus large public hors du Portugal grâce à une campagne publicitaire (lancée pour la première fois en 2002) qui utilisait le sex-appeal pour vendre du papier toilette - ce que d'autres entreprises n'osaient pas faire auparavant. La campagne, utilisant des photos réalisées par le photographe français François Rousseau, a reçu une attention particulière du magazine français Photo, qui a promu un concours photographique inspiré par celui-ci (et parrainé par la société portugaise).

## Chronologie de l'entreprise
- 2017: Nouvelle usine de papier, Renova PM07 mise en service à Torres Novas, pionnière de la nouvelle technologie NTT pour la fabrication du papier en Europe[4].
- 2016: Nouvelle usine, Renova 3, inaugurée en France à Saint-Yorre (Allier)[5].
- 2015: Les exportations vers 90 pays du monde deviennent désormais régulières.
- 2014: Renova démarre ses opérations au Mexique sous la marque novaRe.
- 2013: Renova démarre ses opérations au Canada.
- L'étude de cas marketing 2012 du papier hygiénique noir Renova du Portugal est no 1 du prix mondial des études de cas [6]
- 2011: Renova Mills no 1 et no 2 accueillent plus de 6000 étudiants par an, de tous âges.
- 2010: Renova, une étude de cas à l' INSEAD : «Renova Toilet Paper: Échapper au piège de la marchandisation» [7]
- 2009: De nouvelles installations d'entreposage automatique à grande échelle et de nombreuses nouvelles lignes de transformation automatisées. Nouvelle centrale de cogénération électrique au gaz naturel.
- 2006: Pour la première fois, un produit Renova est examiné par les principaux journaux nationaux et magazines de mode du monde entier.
- 2005: Après le lancement de Renova Black, le premier papier toilette noir jamais créé, de nouveaux canaux commerciaux à travers le monde se sont intéressés au produit.
- 2004: Renova Belgium démarre ses opérations en Belgique et au Luxembourg.
- 2003: Renova lance ses premières gammes de produits de papier hygiénique humide.
- 2002: Renova France démarre ses activités dans le pays, utilisant son papier hygiénique innovant «Fresh & Clean» comme principal moteur pour attaquer le marché français.
- 1999: La certification ISO 14001, pour la conformité environnementale, est accordée à Renova SA, qui devient la première entreprise avec une telle certification en Espagne et au Portugal.
- 1998: Lancement du premier papier toilette au monde intégrant des micro-gouttelettes de crème lissante («Renova Fresh & Clean»).
- 1995:  Une réforme majeure de la marque a lieu, tous les produits commençant à porter le nom de marque «Renova».
- 1990:  Renova España SA démarre ses activités dans le pays.
- 1989:  Lancement de la première ligne moderne de produits multi-catégories («Renova Class»).
- 1979 : Mill no 2 est inauguré.
- 1970:  Lancement de la première ligne de produits d'hygiène féminine («Reglex»).
- 1961: La modification de la structure commerciale est terminée: du papier de bureau aux produits jetables en papier ménager et corporel.
- 1958:  L'entreprise lance «Renova Super», le produit le plus vendu de l'entreprise.
- 1950:  Acquisition d'une ligne haute tension dédiée complétant la principale source d'énergie de l'usine: la rivière.
- 1943:  Un nouveau groupe d'actionnaires prend possession de la société. Naissance de Renova - Fábrica de Papel do Almonda, SA.
- 1939:  Fondation de l'entreprise privée Fábrica de Papel do Almonda Lda.
- 1818:  David Ardisson choisit la marque Renova comme filigrane pour la première feuille de papier fabriquée sur les rives de la rivière Almonda, Torres Novas[réf. nécessaire] [8]